# Fuddruckers

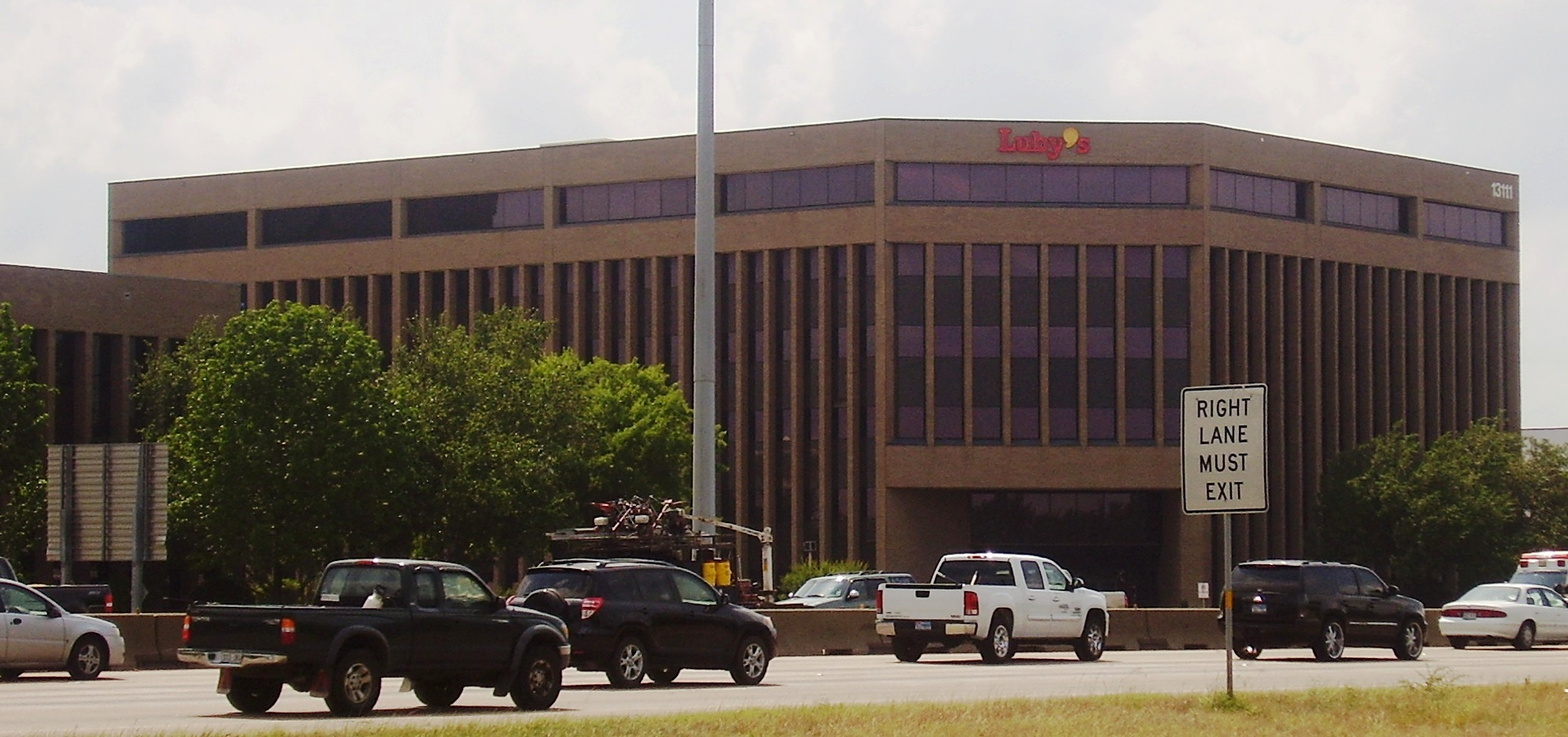
Luby's sede, donde está localizado Fuddruckers

Fuddruckers es una cadena estadounidense de restaurantes de comida rápida, franquicia,  que se especializa en hamburguesas. En el año 2011 Fuddruckers contaba con 56 restaurantes operados por la compañía y 134 franquicias a lo largo de Estados Unidos. También cuenta con una franquicia en Canadá, Chile, Italia, México, Panamá, Puerto Rico, República Dominicana y Colombia. La sede se encuentra en Houston, Texas.

## Historia

### Fundación y crecimiento
Fuddruckers fue fundada bajo el nombre de Freddie Fuddruckers en 1979 por Philip J. Romano en San Antonio, Texas, se estableció en un antiguo banco que fue convertido en restaurante. La iniciativa de Philip J. Romano para fundar la cadena fue porque pensaba que "el mundo necesitaba una mejor hamburguesa." El concepto de Fuddruckers se basaba en ofrecer grandes hamburguesas donde la carne era asada al momento y el pan era horneado dentro del restaurante, las hamburguesas y otros platillos se ofrecían con "una gran cantidad de frescas rebanadas de tomate, cebolla, lechuga y contenedores de queso derretido." En California, Fuddruckers competía en lo más alto del mercado de la comida rápida contra cadenas como Flakey Jake's. E algunos lugares la competencia era cara a cara como en Northridge, California. Para 1988, había 150 restaurantes en la cadena, según un artículo del The New York Times. Romano dejó la cadena en 1988 para fundar Romano's Macaroni Grill. En una entrevista, Romano dijo  "Tan solo sentí que ya había hecho todo lo que estaba en mis manos por el concepto"
Fuddruckers fue adquirida en noviembre de 1988 por Michael Cannon, y posteriormente por Magic Brands. En algunas ocasiones el restaurante tomó decisiones muy controversiales; por ejemplo, en 2010 aplicó una política que impedía a los clientes llevar armas a la vista a menos que fueran policías. La ley permite portar armas de fuego visibles en público en algunos estados de EUA. Por esto la política implementada fue controversial; Fuddruckers se preocupaba de que otros clientes se sintieran asustados al ver armas de fuego en el establecimiento, pero causó molestias a los portadores de armas que sin dudarlo tomaron represalias para desprestigiar a Fuddruckers.

### Bancarrota y cambios de dueño
La resecion que empezó al final del año 2000 tuvo un impacto muy duro en la industria restaurantera, incluyendo a Fuddruckers. El 22 de abril de 2010, el grupo dueño de Fuddruckers, Austin-based Magic Brands LLC, anunció planes para declararla en bancarrota. Vendió la mayoría de sus acciones, incluyendo Fuddruckers y el Koo Koo Roo las dos marcas de restaurantes, al grupo Tavistock Group. El mismo día, la empresa informó que 24 establecimientos Fuddruckers serían cerrados. Magic Brands había planeado vender la mayoría de las acciones a Tavistock Group por un aproximado de $40 millones.
El 18 de junio de 2010 Luby's anunció la compra de Fuddruckers y el trato fue por $61 millones de pesos en efectivo por medio de una subasta. Un Segundo estimado calculó la venta en 62 millones. La compra de Lubys de Fuddruckers y Koo Koo Roo fue finalizada durante el verano del 2010.
Durante el 2011, hubo problemas acerca del uso de Fuddruckers como nombre de marca, según el Wall Street Journal.[¿cuál?]

## Menú

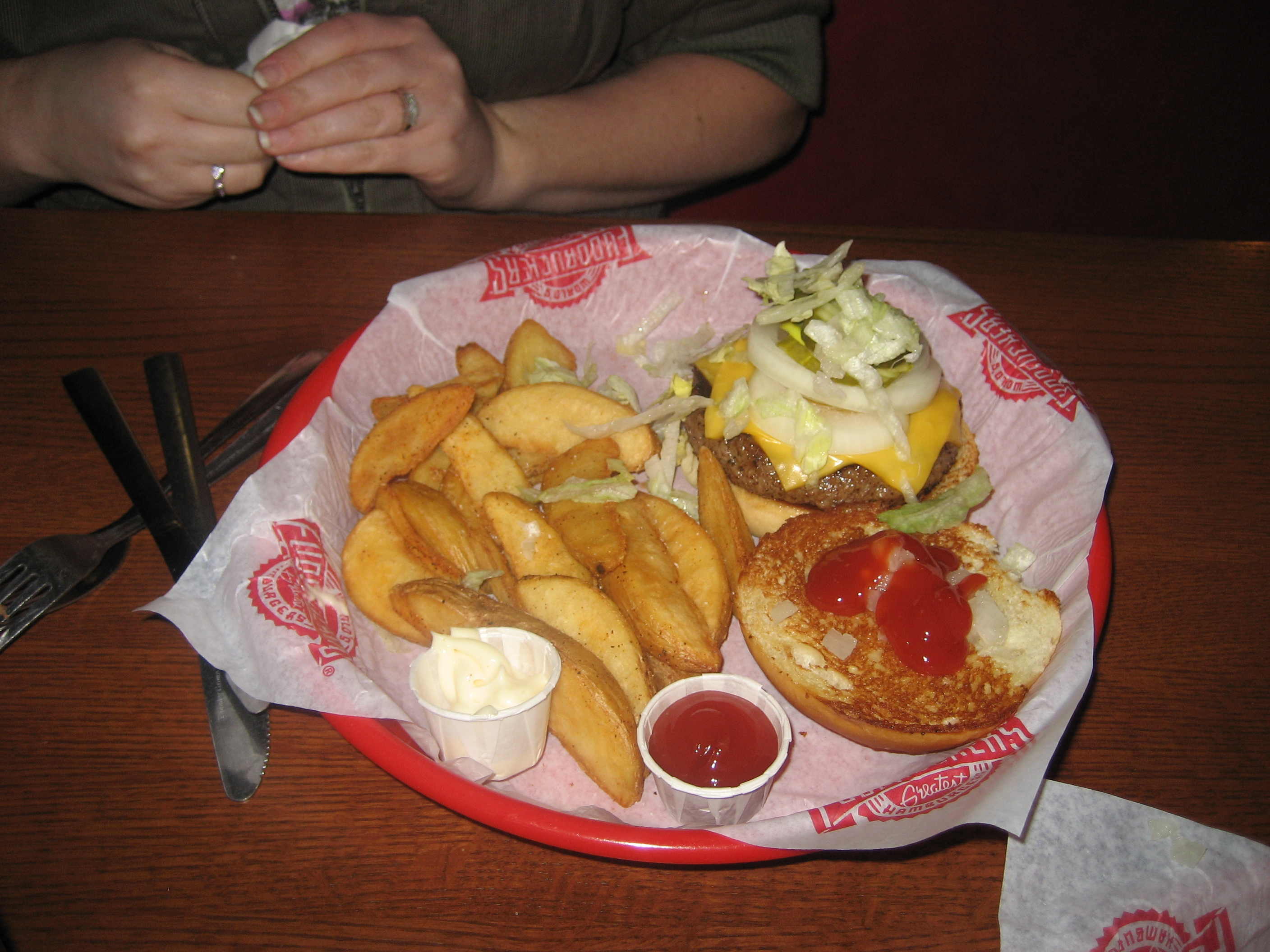
Hamburguesa con queso y papas fritas en un Fuddruckers

La cadena ofrece la “Fudds Original” en varios tamaños, desde 300g. 500g. 600g. hasta 1kg. El giro principal del establecimiento es de hamburguesas, pero otras también ofrece otras entradas relacionadas con este giro en el menú. 
Esta marca ganó demasiada publicidad en el 2006 al hacer una campaña sobre el realizar una hamburguesa de gran tamaño en uno de sus establecimientos. Foxwoods Resort Casino, quien es el ejecutivo y el sous chef, Scott Ferguson, y Mark Collins fueron los genios detrás de la brillante idea de la elaboración de crear la más larga hamburguesa que pudiese ser vendible, la cual pesaba 29.6 kilos a un costo de $250 dólares americanos. La hamburguesa media 18.5 pulgadas de largo y de grosor 8 pulgadas. Según dos Fuentes, esta creación fue la única hamburguesa hasta el 2006 que tuviera el título como la más grande y comercialmente vendible. En 2008 había el reporte de que la hamburguesa más grande del mundo le pertenecía a un bar de deportes en Míchigan.
La cadena experimentó con diferentes tipos de hamburguesas. Por ejemplo, una vez ofreció una “hamburguesa de alce”, pero un periodista gastronómico de la Revista Pizarra visitó un restaurante en Washington D. C. y escribió que se sentía decepcionado con el sabor y la describió como una experiencia “gris", y se quejó de las normas de calidad de ésta.
En mayo de 2011 la marca trajo tres nuevas hamburguesas llamadas “”El Suroeste”, “La Queso Derretida de Suiza” y “La Hamburguesa Infierno”.

## Negocio

### Oficinas
La empresa ha trasladado su sede central en varias ocasiones. En 2011, la sede estaba en el distrito del Noroeste en Houston, Texas. Este establecimiento ha estado en el (Noroeste) desde la adquisición por parte de Luby en otoño de 2010. Del 2005 al 2010, Fuddruckers tenía su sede en el suroeste de Austin, Texas; antes de eso, estaba en un único lugar deliberado por el corporativo en Danvers, Massachusetts;  y antes de ahí, en Beverly, Massachusetts. Cuando la sede se cambió de Boston a Austin en 2005, se gastó $1 millón de dólares americanos y se despidieron a 30 empleados, lo cual permitió un servicio más eficiente según el director financiero Matt Pannek.
Después de 6 semanas de la nueva locación del establecimiento la empresa contrató a 30 nuevos empleados para la franquicia de Austin. En 2005 la empresa contrató a 80 empleados más en 16 000 pies cuadrados (1486,4 m²) (1 500m2) entre las dos oficinas temporales de "Monterey Oaks Corporate Park" en el suroeste de Austin. En el 2005 la empresa tenía planeado trasladarse de un local de 16 000 pies cuadrados (1486,4 m²)a uno de 17 000 pies cuadrados (1579,4 m²) en Austin. Pannek mencionó que de esta manera era más fácil comunicarse de esta nueva sede central con las demás franquicias de todo Norteamérica.

### Franquicias
Existen establecimientos Fuddruckers tanto que son franquicia como de dueños e inversionistas como establecimientos que pertenecen a la compañía. En el 2010 había 135 franquicias de Fuddruckers alrededor de todo Estados Unidos.  Para 2011, ya existían 200 Fuddruckers en todo Norteamérica. 2/3 de estos establecimientos pertenecen a pequeños inversionistas y 59 de estos son operados por la compañía central de cada área correspondiente. Fuddruckers se ha colocado exitosamente afuera de Estados Unidos. Ha llegado a tener sucursales en comunidades del Medio Oriente. La apertura del primer restaurante Fuddruckers de Oriente Medio fue en mayo de 1994 en Arabia Saudita.